# Vil·la Joana
La Vil·la Joana és una antiga masia a Vallvidrera situada dins del Parc de Collserola, catalogada com a bé amb elements d'interès (categoria C) i inclosa a l'Inventari del Patrimoni Arquitectònic de Catalunya. Des del 1963 és la seu del Museu Verdaguer, que depèn del Museu d'Història de Barcelona (MUHBA Vil·la Joana).

## Història
El 1556 era documentada com a Can Ferrer, i a mitjans del segle xix va ser adquirida per la família Miralles. Entre 1889 i 1890, Ramon Miralles i Vilalta la reformà com a casa d'estiueig amb el nom de Quinta Juana en honor a la seva esposa Joana Ferran i Catarineu. El 17 maig del 1902, s'hi instal·là el poeta Jacint Verdaguer, quan ja estava molt malalt i els metges li havien recomanat l'aire de muntanya, però hi va morir el 10 de juny.

### Escoles Vil·la Joana
El 1920, l'Ajuntament de Barcelona va comprar la casa a la família Miralles i va habilitar-la com a escola d'educació especial, inaugurada el 12 de març del 1921. El projecte incloïa una part pedagògica (escola de deficients, cecs i sordmuts) i una part científica: un laboratori general d'estudis i investigacions (amb branques dedicades a l'antropologia, la psiquiatria, la psicologia, la fonologia, l'òptica i l'otorrinolaringologia) que actuava com a centre director del conjunt de la institució. Les Escoles Vilajoana comptaren amb professionals de gran prestigi, com el doctor Jesús Maria Bellido i Golferichs, el psiquiatre Joan Alzina i Melis, el fonetista Pere Barnils i Giol (primer director de l'escola de sordmuts), o Joan Llongueres (responsable de l'educació musical pel ritme), fins al punt que es pot considerar una institució modèlica en l'àmbit dels ensenyaments especials. Es crearen, dins de l'escola, tallers de fusteria, impremta, cistelleria i fotografia, entre d'altres. L'escola de persones sordmudes romangué a Vil·la Joana fins al 1925; i la d'invidents, fins al 1954; de manera que a partir d'aquesta data Vil·la Joana va passar a ser, exclusivament, un centre per a persones amb discapacitats. El 1973 l'escola es va traslladar a un altre edifici de nova construcció, situat en aquell mateix entorn, més adequat a les seves necessitats.

### Museu
El 1962, l'Ajuntament acordà convertir-la en un museu dedicat a la memòria de Jacint Verdaguer com a centre vinculat al Museu d'Història de Barcelona (MUHBA). Entre 2014 i 2015 es van emprendre les obres de rehabilitació integral de la casa i una completa renovació del contingut museogràfic.

## Edifici

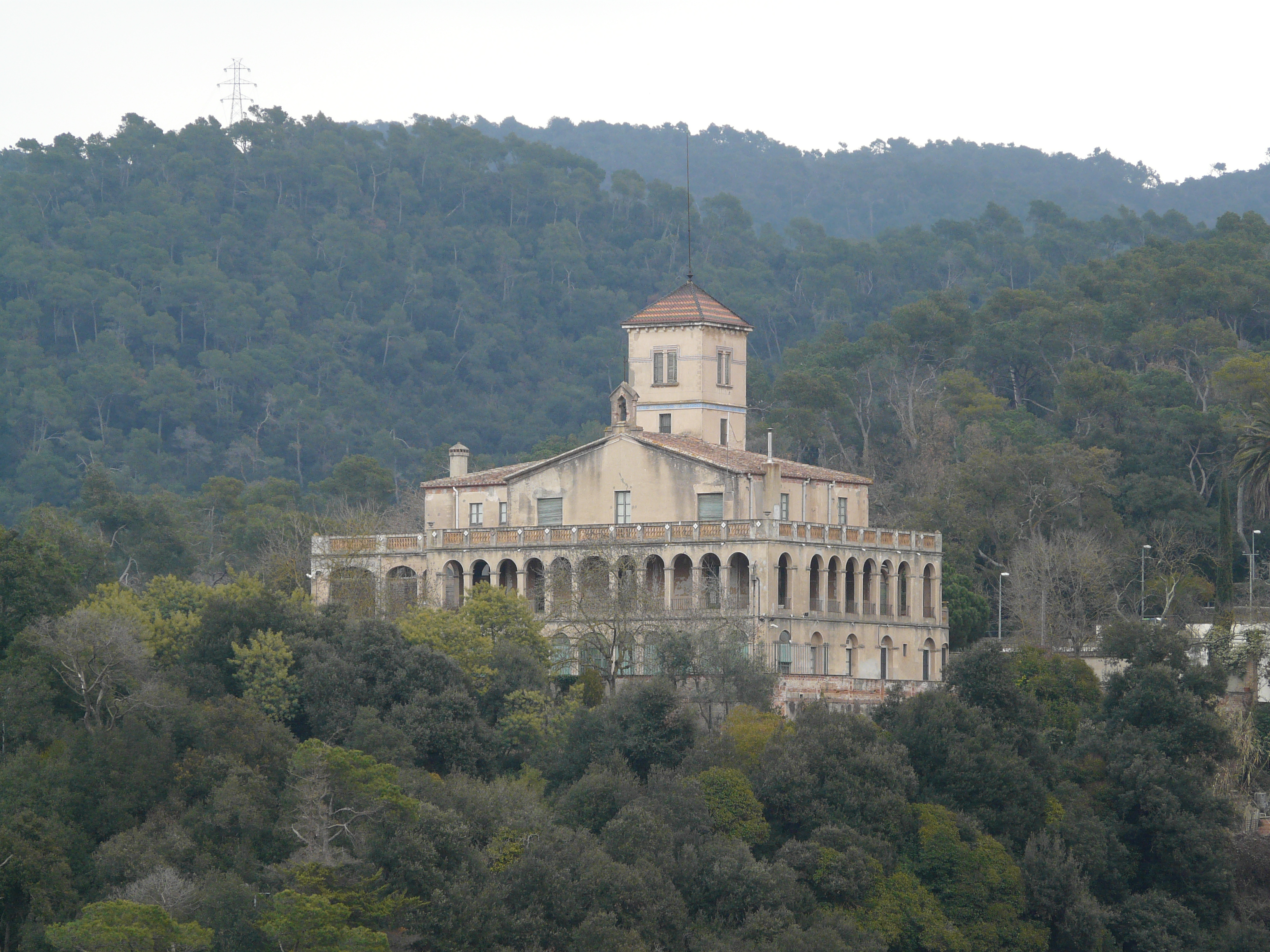
Façanes laterals

És una antiga casa pairal de grans dimensions, envoltada de jardins i hortes. Està formada per un  cos central amb teulada a dues vessants i una torre mirador, al qual se li afegeixen diversos cossos laterals. La façana principal té una porxada de dos pisos amb baranes de balustres de terracota, i està coronada per un rellotge de sol. Una de les laterals té una gran galeria de dos pisos amb 22 grans finestrals d'arcs de mig punt i baranes de ferro.
Durant les obres de rehabilitació, el subsòl fou objecte d'una intervenció arqueològica sota la direcció d'Esther Medina Guerrero i la supervisió del Servei d'Arqueologia de Barcelona. Pel que fa a les troballes més antigues, cal destacar quatre sitges amortitzades com a abocadors, que han proporcionat material ceràmic del segle xvi. Una de les habitacions, situada al costat d'un antic cup de vi, conservava una estructura de planta poligonal, i l'arrebossat a les parets permet vincular-la al magatzematge de líquids. També s'hi va trobar una mina d'aigua i un dipòsit d'aigua o aljub al costat meridional de la casa. Aquests elements, així com els murs i els paviments originals del mas del segle xviii i de la casa dels Miralles, han estat incorporats a la nova museografia.

### Col·lecció[calcitació]
A les sales de la planta baixa, el discurs museogràfic es focalitza en la literatura. Les sales d'exposició del primer pis estan dedicades a Jacint Verdaguer i a Barcelona com a ciutat literària. Al segon pis hi han estat habilitades sales de reunió per acollir jornades i sessions de treball.
Alguns dels elements patrimonials que formen part de l'actual exposició permanent de MUHBA Vil·la Joana sónː 
- Inscripció fundacional de la Casa Ferrer, antecedent de Vil·la Joana (1743).
- Cuina de l'escola Vil·la Joana, marca José Cañameras (1967).
- Bust de Jacint Verdaguer, en guix, de l'escultor Manuel Fuxà i Leal (1903).
- Cambra on va morir Jacint Verdaguer el dia 10 de juny de 1902. El mobiliari Thonet i el parament són els originals.
- Catorze dibuixos de Josep Maria Xiró per a una edició il·lustrada de L'Atlàntida (1906). Llegat de Francesc Matheu.
- Edició especial de l'oda A Barcelona de Jacint Verdaguer, amb dedicatòria de l'autor a l'Ajuntament de Barcelona (1883). Coberta amb l'escut de la ciutat.
- Fonògraf que va servir per a enregistrar la veu de Jacint Verdaguer l'any 1897. Es pot escoltar l'enregistrament original on Verdaguer llegeix els poemes la Cegueta i Amor de mare.
- Englantina d'or guanyada per Francesc Matheu als Jocs Florals de l'any 1888 pel poema Festa.
- Gravats d'Andreu Solà i Vidal, il·lustracions del Dietari d'un pelegrí a Terra Santa, de Jacint Verdaguer.

## Galeria d'imatges

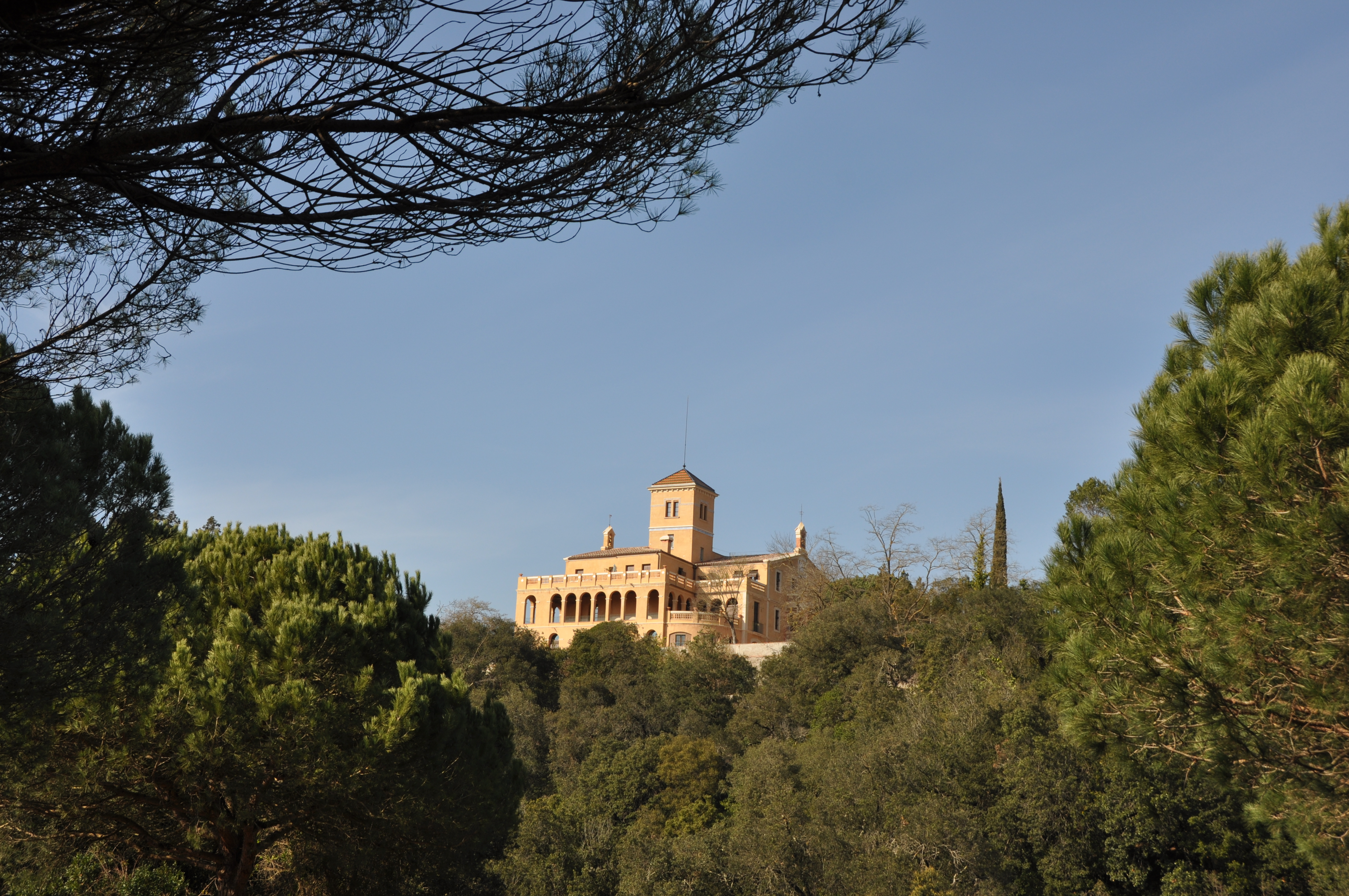
Vil·la Joana
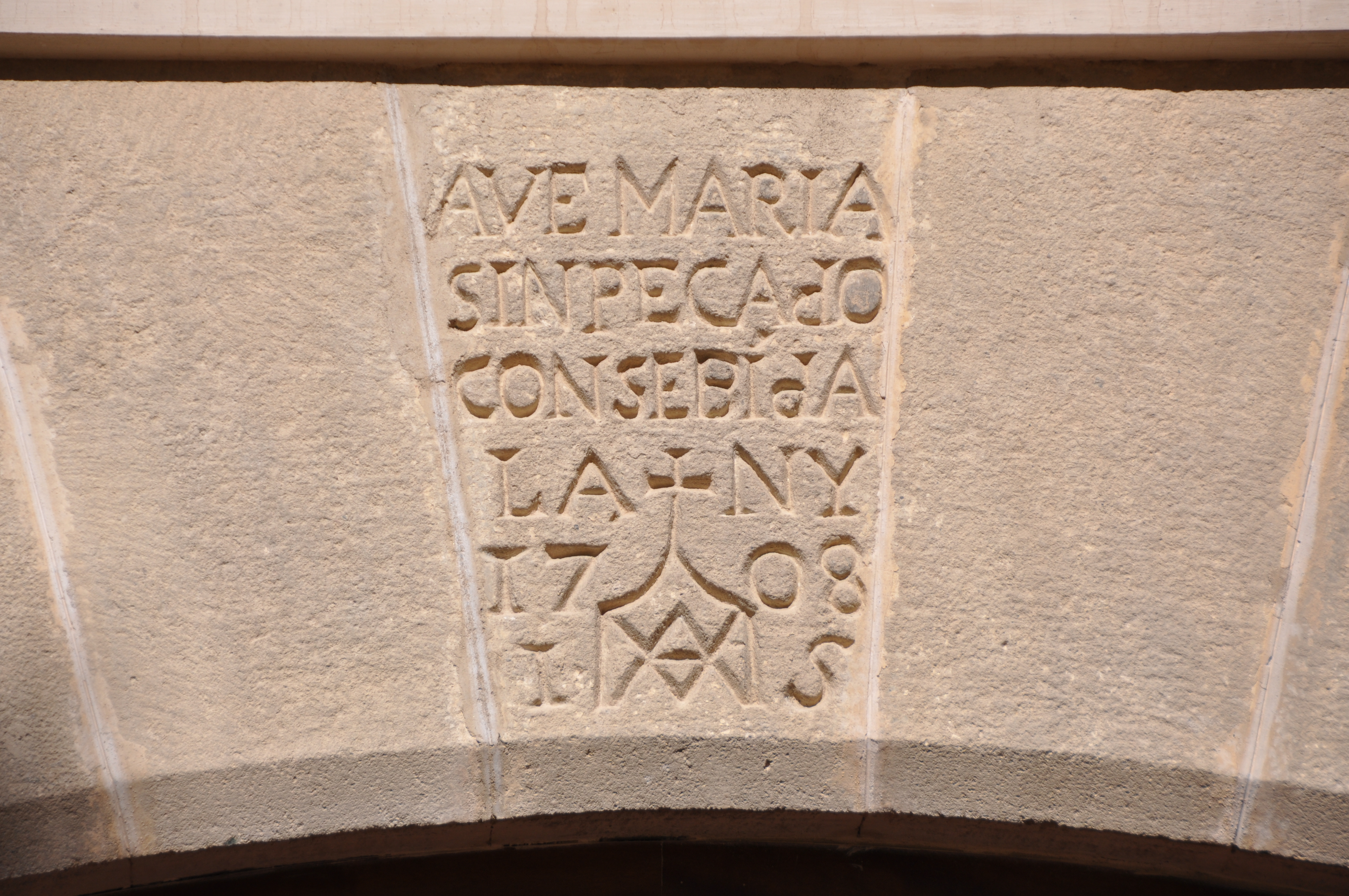
Inscripció datada el 1708 a l'arc de la porta principal
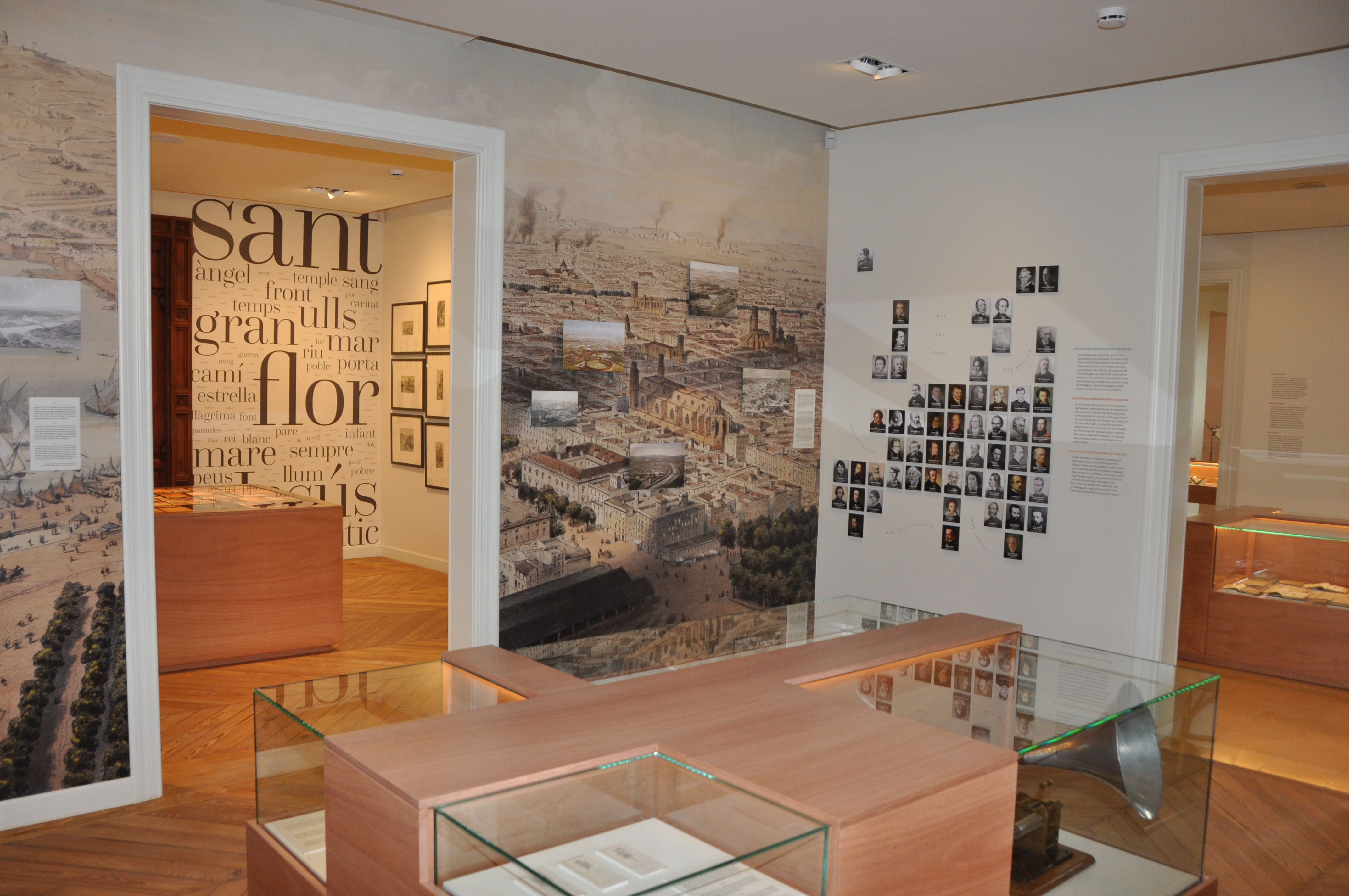
Sala dedicada a Verdaguer i el seu temps
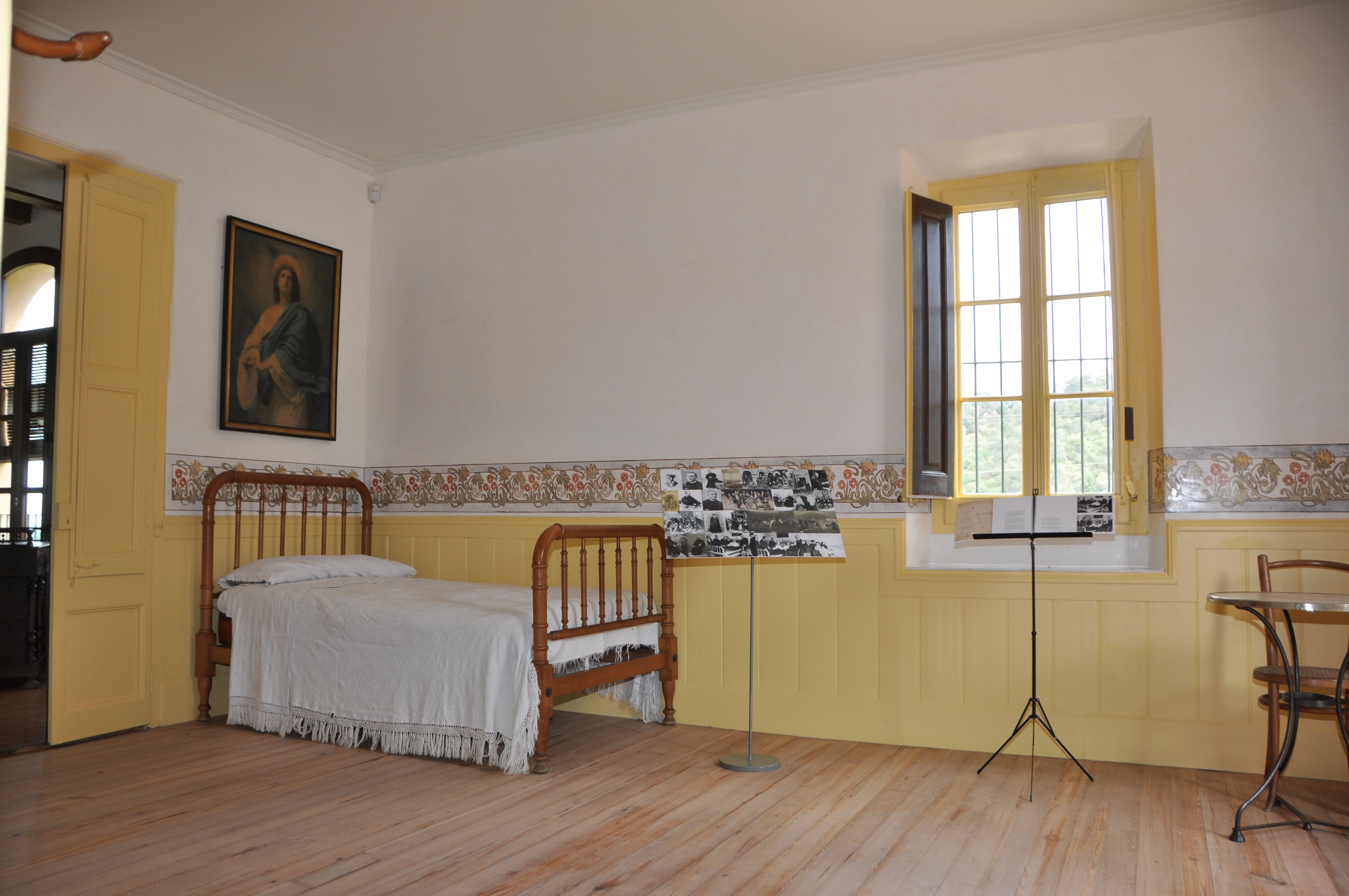
Cambra de Jacint Verdaguer, on va morir l'any 1902
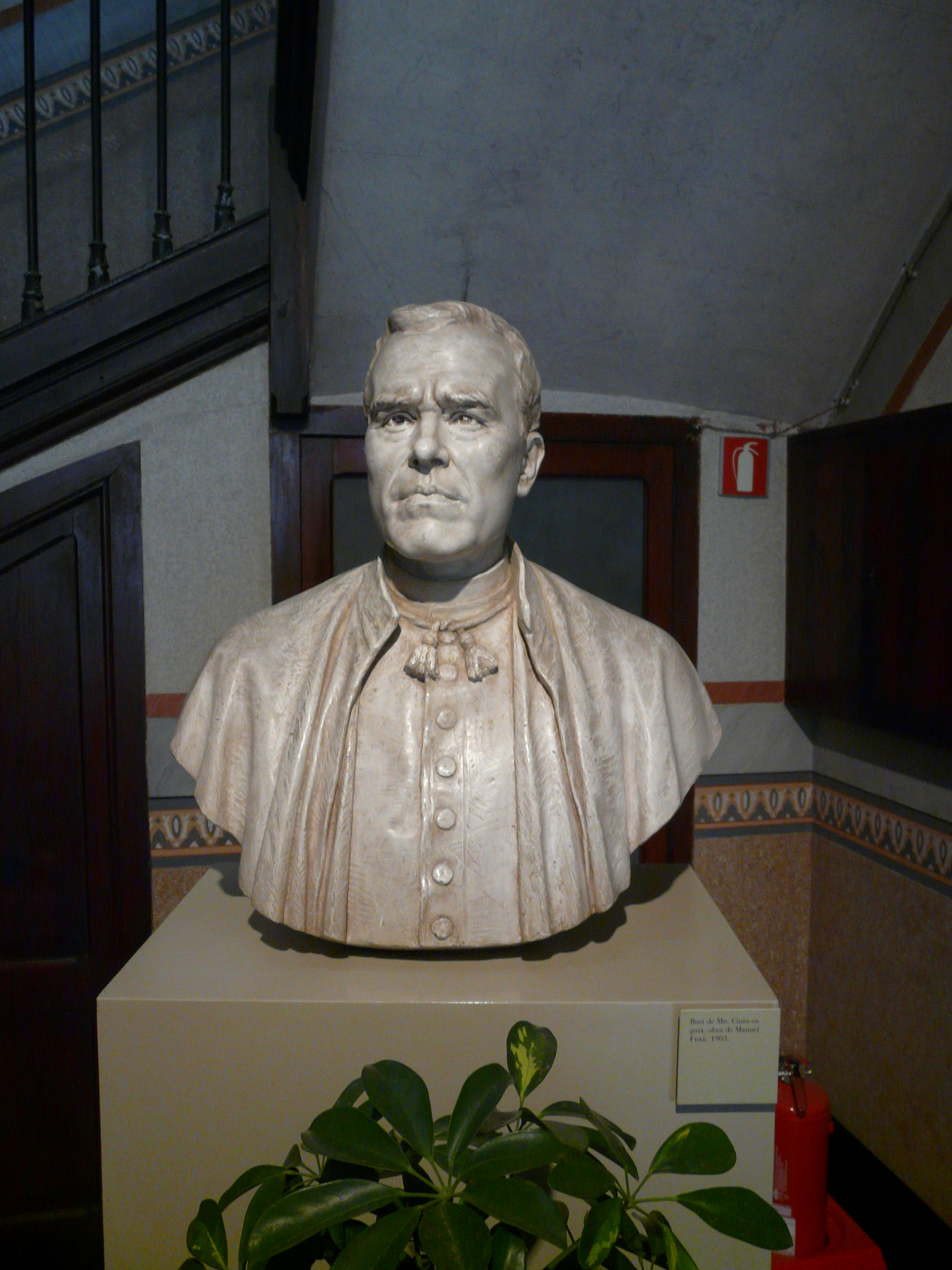
Bust de Jacint Verdaguer, de Manuel Fuxà (1903)